# Faouze Barkati
Faouze Barkati é um cantor e compositor francês, passou a trabalhar com a gravadora Yanis Records France. Amigo do cantor Lucenzo desde infância, ele foi influênciado pela dança angolana há 25 anos através de suas viagens, e convenceu Lucenzo e seu segundo produtor Fabrice Toigo para o lançamento do gênero, adaptando kuduro com a fusão de elementos cativantes portugueses e europeias.
Faouze Barkati passou a produzir muitas canções para Lucenzo, mais notavelmente "Vem Dançar Kuduro", um grande sucesso na França e na base do hit internacional "Danza Kuduro", de Don Omar & Lucenzo. A nova versão de Don Omar também foi destaque no filme "Fast Five".